# 塔库纳灯塔
塔库纳灯塔（爱沙尼亚语：Tahkuna tuletorn）是一座位于爱沙尼亚希尤鄉希乌马岛的灯塔。
灯塔于1873年开始建造。灯塔采用金属结构，由英国人亚历山大·戈登（Alexander Gordon）设计。灯塔的预制结构于1873年在法国制造，1875年在现址建成。灯塔高42.6米。自建成以来，灯塔一直没有什麼太大變化。